# Zofia Lubińska

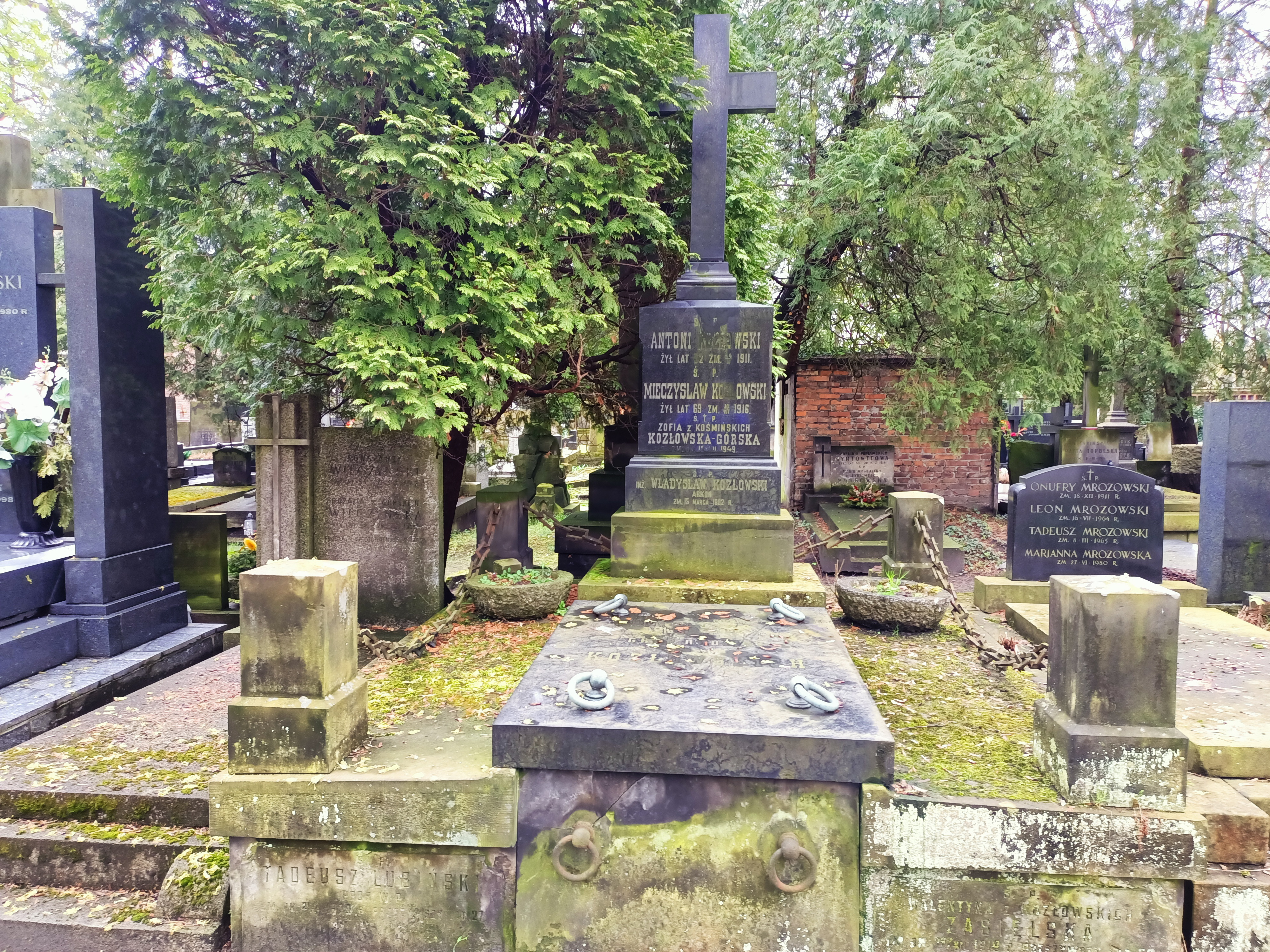
Grób Zofii Lubińskiej na cmentarzu Powązkowskim

Zofia Lubińska z domu Kozłowska, pseud. „Zofia”, „Stefania” (ur. 27 stycznia 1897 w Warszawie, zm. 3 października 1965 tamże) – archiwistka, kierowniczka kolportażu prasy Biura Informacji i Propagandy AK.

## Życiorys
Urodziła się 27 stycznia 1897 w Warszawie. Była córką Antoniego, magistra farmacji, i Zofii z Kośmińskich. Naukę pobierała w założonej w 1881 r. 7-klasowej pensji Natalii Porazińskiej przy pl. Świętego Aleksandra (obecnie Trzech Krzyży), którą ukończyła w 1914.
W latach 1914–1918 pracowała jako archiwistyka w przemyśle spirytusowym. Po przejściu kursu przygotowawczego pełniła służbę sanitariuszki w pociągu Polskiego Czerwonego Krzyża. W 1919 wyszła za mąż za Tadeusza Lubińskiego, oficera Wojska Polskiego, który wkrótce zmarł. Wróciła do pracy w Państwowym Monopolu Spirytusowym.
W listopadzie 1939 rozpoczęła działalność konspiracyjną wraz z siostrą Haliną (pseud. „Halszka”). Należała do grupy 15 kobiet, którym nadano znany kryptonim „dromaderki”. Zajmowały się one kolportażem tygodnika „Biuletyn Informacyjny”, który był kolejno organem Służby Zwycięstwu Polski, Związku Walki Zbrojnej i Armii Krajowej. Wiosną 1940 Lubińska została komendantką 4 zespołów „dromaderek”, które obsługiwały obwód warszawski składający się z 70 punktów rozdzielczych. Tygodniowy nakład „Biuletynu Informacyjnego” dochodził do 43-45 tys. egzemplarzy o łącznej wadze około 850 kg. „Dromaderki” rozprowadzały również inne wydawnictwa BIP, w tym „Rzeczpospolitą Polską”.
Lubińska surowo przestrzegała punktualnego dostarczania prasy i nienaruszalności zasad konspiracji, dzięki czemu przez cały okres okupacji nie dopuściła do żadnej wsypy i nie utraciła żadnej kolporterki. Jej działalność bardzo wysoko oceniał naczelny redaktor „Biuletynu Informacyjnego” Aleksander Kamiński. Mieszkanie Lubińskiej przy ulicy Chocimskiej stale służyło za przytułek dla zagrożonych, natomiast przez prawie cały rok 1944 było jednym z głównych lokali redakcji „Biuletynu Informacyjnego”. Po wybuchu powstania warszawskiego, 1 sierpnia 1944, objęła kierownictwo punktu sanitarnego, mieszczącego się w drukarni i introligatorni Michalskich przy ulicy Wspólnej. 13 października 1944 kierowany przez nią punkt, wraz z rannymi i personelem, podobnie jak inne zespoły sanitarne, został wywieziony do Zeithain w Saksonii. Lubińska i jej siostra znalazły się w Stalagu IV-B. Podczas pobytu w obozie niosły pomoc chorym i rannym. Po wyzwoleniu obozu obie powróciły pierwszym transportem do Polski 15 maja 1945.
Po wojnie Lubińska została kierowniczką działu w Instytucie Matematycznym Polskiej Akademii Nauk, w którym pracowała do śmierci. Zmarła 3 października 1965 w Warszawie. Pochowana jest w grobie rodzinnym na cmentarzu Powązkowskim.